# Phố Hàng Tre
Phố Hàng Tre (tên cũ: Hàng Cau (đoạn đầu phố) và Rue des Bamboes (thời Pháp thuộc)) là một con phố thuộc khu phố cổ Hà Nội, địa bàn phường Lý Thái Tổ, quận Hoàn Kiếm, Hà Nội. Phố dài 300m, rộng 8m  chạy một chiều, song song với phố Nguyễn Hữu Huân, theo hướng đông nam. 
Phố có tên Hàng Tre vì xưa kia phố này ở sát ngay bờ sông Hồng, thuận tiện cho việc bốc rỡ tre nứa nên đã có những "sạp" bán tre nứa tại đây, từ đó thành tên. 

## Địa lý
Phố Hàng Tre dài hơn 300m, đi từ ngã tư Hàng Mắm - Hàng Muối qua đầu ngõ Bạch Thái Bưởi rồi cắt ngang phố Hàng Thùng đến ngã tư Lò Sũ - Hàng Vôi. Phố hiện thuộc phường Lý Thái Tổ, quận Hoàn Kiếm. 
Thời gian đầu, phố thuộc đất thôn Trừng Thanh, tổng Tả Túc, huyện Thọ Xương cũ. Đoạn đầu phố thuận lợi cho việc bán cau do sát ngay phố Bờ Sông cạnh sông Hồng. Phố Hàng Tre gồm hai đoạn: đoạn trên kéo từ ngã tư Hàng Mắm đến ngã tư Hàng Thùng, cả hai bên mặt phố đều có nhà dân; và đoạn dưới từ ngã tư Hàng Thùng đến ngã tư Lò Sũ, bên số chẵn là nhà dân, bên số lẻ là bức tường dài của khu vực công sở, tòa nhà chính cao to quay ra phố Bờ Sông. 
Đây là một con phố nhỏ vắng người đi lại những năm 1950. Từ năm 1981, phố chạy một chiều và song song với phố Nguyễn Hữu Huân. 

## Lịch sử
Phố Hàng Tre xưa thuộc một trong mười đất thuộc thôn Trừng Thanh, tổng Tả Túc, huyện Thọ Xương cũ (sau đổi là tổng Phúc Lâm, huyện Thọ Xương cũ).  Đến cuối thế kỷ XIX, đoạn đầu phố có tên Hàng Cau vì chỗ đó tập trung dân buôn bán cau tươi và cau khô bằng thuyền từ các tỉnh về. Tên phố đã có từ trước thời Pháp thuộc.  Tới thời Pháp thuộc, những công trình công cộng được xây dựng bên phố Bờ Sông (tức phố Quai Clémenceau, nay là phố Trần Quang Khải) làm cho những người buôn bán cau phải chuyển hoạt động về phố Hàng Bè gần đấy. 
Phố Hàng Tre nằm trên dải đất cát bồi ven sông Hồng khi chưa có con đê bao quanh. Nhà cửa thưa thớt, chủ yếu mặt phố được dùng làm bãi chứa gỗ, tre và xây xưởng cưa xe, dựng chuồng nhốt bò, ngựa kéo xe chở vật liệu xây dựng. Người Pháp sang đây thấy vậy nên cũng đặt tên là Rue des Bambous, nghĩa đen giống nghĩa tiếng Việt. 
Sau khi Pháp chiếm xong Hà Nội, ngay từ năm 1884, chính quyền thực dân Pháp đã thành lập Tòa án Thượng thẩm cho toàn bộ khu vực Bắc Kỳ và Trung Kỳ. Triều đình Huế chỉ được xử các vụ người Việt, còn các vấn đề liên quan đến người Pháp phải đem ra Hà Nội để xử tại Tòa Thượng thẩm. Thời gian đầu do đặt tại phố Hàng Tre, nên dân quen gọi là Tòa án Hàng Tre.
Năm 1896, sau khi một tòa án mới được xây ở phố Carreau (nay là phố Lý Thường Kiệt) thì Tòa án Hàng Tre trở thành Trụ sở Nha Công Chính Đông Dương. Đầu thế kỷ XX, Hà Nội được mở rộng và xây dựng thêm thì tre gỗ không còn bán ở phố Hàng Tre nữa. Lúc này, Hàng Tre có ít cửa hàng bán buôn, nhà cửa chủ yếu để cư ngụ nên xây thành nhiều gian cho thuê.  Tòa án có lúc bị bãi bỏ một thời gian rồi tái lập, thực dân Pháp đã từng mở tại đây phiên tòa đại hình xử nhà nho yêu nước Phan Bội Châu. 
Năm 1902, Pháp lập trường Công chính, chuyên đào tạo những người làm công việc giao thông, xây dựng. Trường đặt trong khu vực Nha Công chính Đông Dương trên phố Hàng Tre. 
Năm 1945, chính quyền đặt tên tiếng Việt là phố Hàng Tre. Các lần đổi tên sau vẫn như vậy. 
Năm 1954, xưởng cơ khí Đồng Tháp rào mặt đường lại làm chỗ sản xuất. Phố bị nghẽn mãi đến năm 1981 mới được khai thông cùng với Hàng Vôi và Hàng Muối thành đường một chiều, song song với phố Nguyễn Hữu Huân. Những năm 1970-1980, phố chỉ phát triển nghề hàn vá yếm xe vỡ và nắn khung, tân trang lại những chỗ tróc, sứt, gỉ, rỗ của ô tô, xe máy. 

## Các ngành nghề trên phố và di tích
Phố gần sông Hồng nên chuyên bán tre nứa, gỗ nên có tên Hàng Tre. Cuối thế kỉ XIX, đoạn đầu phố chuyên bán cau tươi, cau khô chở bằng thuyền bè từ các tỉnh về cho đến thời Pháp thuộc có những công trình lớn xây dựng trên phố Bờ Sông nên người buôn bán cau phải chuyển hoạt động về Hàng Bè.
Những năm 1970-1980, phố Hàng Tre chỉ chuyên hàn vá yếm xe vỡ, nắn khung, "tút lại" những chỗ tróc sứt, rỉ, rỗ của ô tô, xe máy. Ngày nay có nhiều cửa hàng nâng cấp nội thất ô tô và rửa xe, thay dầu, bảo dưỡng, dán nilong ô tô, xe máy. Phố Hàng Tre hiện mở mang, mạnh nhất là các cửa hàng ăn uống: bia hơi, chả cá, bánh đa, lạc, bún, rượu, cà phê, lẩu, phở,... bình dân. 
Năm 1902, Pháp lập trường Công chính, được đặt cùng trong Trụ sở Nha Công chính Đông Dương trên phố. Tòa nhà hiện tại được cơi thêm một tầng nối với khối nhà ba tầng quay ra phố Lò Sũ - Trần Quang Khải (sau lại được Nha Công chính sử dụng, cổng chính ở số 1 phố Lò Sũ). Nay là trụ sở của hai cơ quan: Ủy ban sông Mê Kông Việt Nam và Ban Quản lý trung ương các dự án thủy lợi. Xung quang ngã tư Hàng Tre - Lò Sũ - Hàng Vôi hiện vẫn còn gần như nguyên vẹn những công trình kiến trúc hoành tráng kiểu thuộc địa Pháp được xây hơn một trăm năm trước.

## Các tuyến xe buýt chạy qua
- Tuyến 08A ,08B, 11, 23, 31 ,34, 146, E02, E07: Hết phố